# Кларксбург (Мисури)
Кларксбург (енгл. Clarksburg) град је у америчкој савезној држави Мисури.

## Демографија
По попису из 2010. године број становника је 334, што је 41 (-10,9%) становника мање него 2000. године.
| Група             | 2000.       | 2010.       |
| Белци             | 359 (95,7%) | 323 (96,7%) |
| Афроамериканци    | 0 (0,0%)    | 0 (0,0%)    |
| Азијати           | 0 (0,0%)    | 0 (0,0%)    |
| Хиспаноамериканци | 16 (4,3%)   | 6 (1,8%)    |
| Укупно            | 375         | 334         |